# Carnevale rock
Carnevale rock (Carnival Rock) è un film statunitense del 1957 diretto da Roger Corman.

## Trama
Christopher 'Christy' Cristakos e il suo amico Benny gestiscono un night club dove si suona musica rock. Natalie Cook, cantante e una delle principali intrattenitrici del locale, è in procinto di legarsi sentimentalmente con Stanley, un uomo d'affari che è interessato a rilevare il night. Christy ha una cotta per la ragazza. Dopo il passaggio di gestione del locale, Christy progetta un piano per distruggerlo e portare via con sé la ragazza.

## Produzione
Il film fu prodotto dalla Roger Corman Productions, società di Roger Corman che ne fu anche il regista. Fu girato in pochi giorni e le riprese effettuate tutte all'interno del night club. La flebile trama fa da sfondo alle interpretazioni di vari e noti artisti e gruppi che si esibiscono nel locale, tra cui i Platters, David Houston, Bob Luman, The Shadows e i The Blockbusters. Nel film, David Houston interpreta una cover di Don "Red" Roberts, Only One, oltre ad altri due pezzi, Sugar Sweet e Teenage Frankie and Johnny. Bob Luman interpreta All Night Long e This Is the Night".

## Distribuzione
Alcune delle uscite internazionali sono state:
- nel 1957 negli Stati Uniti (Carnival Rock)
- in Italia (Carnevale rock)
- in Venezuela (Carnaval rock)

## Promozione
La tagline è: "It's got a HEAT-BEAT!"e "ROCK and ROLL with THE PLATTERS, BOB LUMAN, many other stars". La locandina non contiene immagini di artisti rock o riferimenti alla musica rock ma solo un uomo e una donna che si abbracciano appassionatamente e la tagline "No! Don't touch me!" ("No! Non mi toccare!"). Solo le lobby card contengono riferimenti a Bob Luman, David Houston, The Shadows e al chitarrista James Burton.